# جون برايسون
جون برايسون (بالإنجليزية: John Bryson) هو كاتب أسترالي، ولد في 25 ديسمبر 1935 في ملبورن في أستراليا.

## وصلات خارجية
- جون برايسون على موقع IMDb (الإنجليزية)
- جون برايسون على موقع قاعدة بيانات الفيلم (الإنجليزية)